# Xinbao, Guangdong
Xinbao (kinesiska: 新宝) är en köping i sydöstra Kina. Den ligger i Xinyi i staden Maoming i provinsen Guangdong, omkring 200 kilometer sydväst om provinshuvudstaden Guangzhou. Antalet invånare är 25 252. Befolkningen består av 12 306 kvinnor och 12 946 män. Barn under 15 år utgör 35 %, vuxna 15-64 år 53 %, och äldre över 65 år 11,0 %.